# 関荘駅
座標: 北緯40度00分26秒 東経116度26分16秒 / 北緯40.007167度 東経116.437847度
関荘駅（かんそうえき）は中国北京市朝陽区に位置する北京地下鉄15号線の駅である。2019年12月前、北京地下鉄八通線の管荘駅とは英語表記すると同じGuanzhuang Stationになるが中国語では声調が異なる。

## 歴史
- 2014年12月28日 - 開業。

## 駅構造

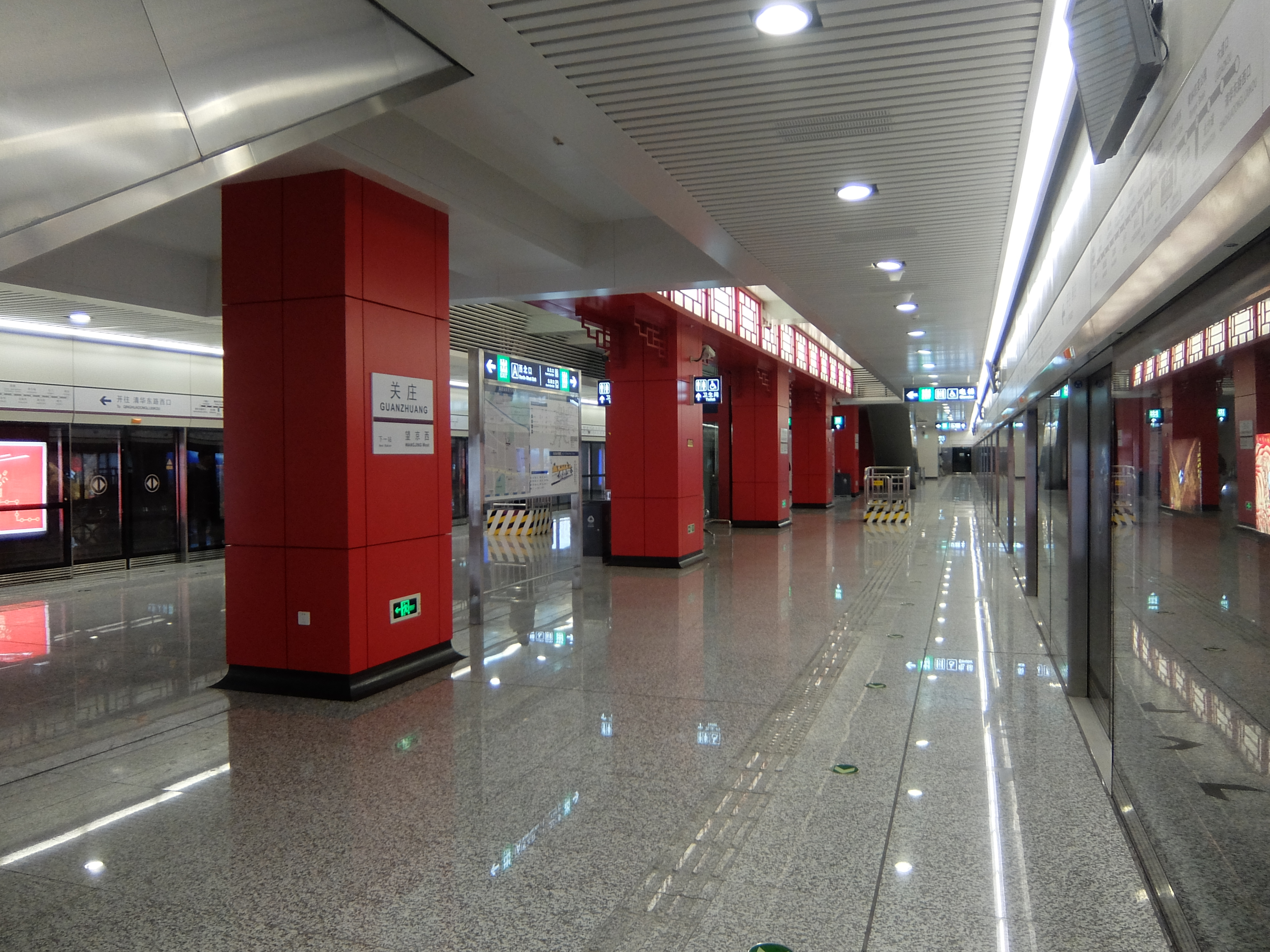
ホーム

島式ホーム1面2線を有する地下駅である。

## 駅周辺
- 北京市基礎設施投資有限公司（中国語版）

## 隣の駅
北京地下鉄
■15号線
大屯路東駅 - 関荘駅 - 望京西駅